# Schnals
Schnals (wł. Senales) – miejscowość i gmina we Włoszech, w regionie Trydent-Górna Adyga, w prowincji Bolzano (Tyrol Południowy).
Liczba mieszkańców gminy wynosiła 1367 (dane z roku 2009). Język niemiecki jest językiem ojczystym dla 97,29%, a włoski dla 2,71% mieszkańców (2001).